# Славовица (Пазарджикская область)
Славовица (болг. Славовица) — село в Болгарии. Находится в Пазарджикской области, входит в общину Септември. Население составляет 446 человек.

## Политическая ситуация
В местном кметстве Славовица, в состав которого входит Славовица, должность кмета (старосты) исполняет Воспира Георгиева Костова (Болгарская социалистическая партия (БСП)) по результатам выборов правления кметства .
Кмет (мэр) общины Септември — Томи Спасов Стойчев (независимый) по результатам выборов в правление общины.